# دودا لیسبوا
ادواردا "دوداً دوس سانتوس لیسبوا (زاده ۱ اوت ۱۹۹۸)، یک ورزشکار والیبال ساحلی برزیلی است. او توانست به‌همراه هم‌تیمی‌اش، در بازی‌های المپیک تابستانی ۲۰۲۴ در رشته والیبال ساحلی، به مدال طلا دست یابد.
او همچنین در سال‌های ۲۰۱۶ و ۲۰۱۷ در مسابقات زیر ۲۱ سال، و در سال‌های ۲۰۱۳، ۲۰۱۴ و ۲۰۱۶ در مسابقات زیر ۱۹ سال قهرمانی جهان، به قهرمانی برسد. او در تور جهانی والیبال ساحلی نیز ۴ بار قهرمان شده است و در مجموع در طول دوران بازی خود تا کنون، ۱۳ بار بر روی سکو رفته است.
لیسبوا همچنین در المپیک تابستانی جوانان ۲۰۱۴، مدال طلا را از آن خود کرده است.
پست تخصصی او، دفاع سمت راست است.